# Pfarrkirche Gratkorn

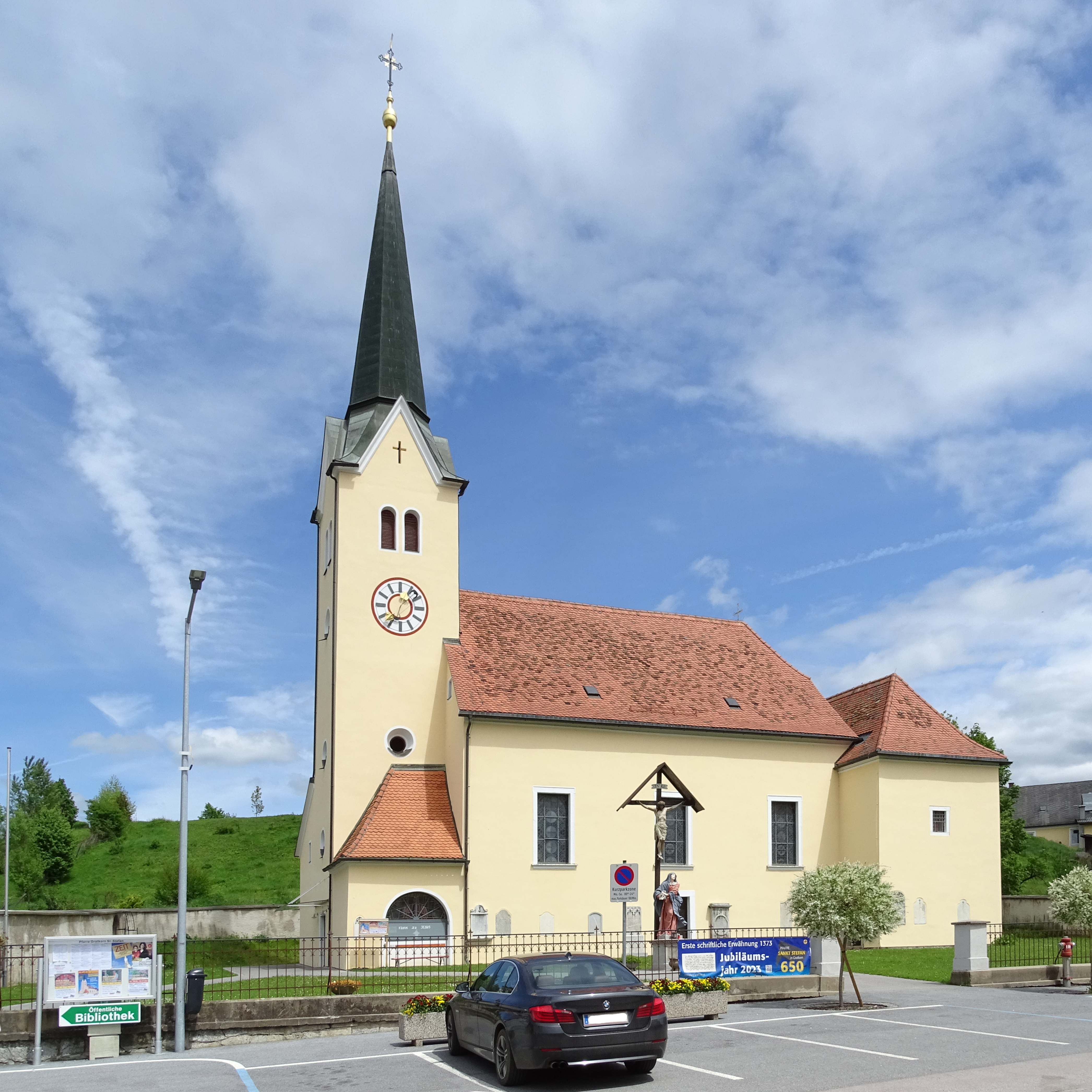
Katholische Pfarrkirche St. Stephan in Gratkorn

Die Pfarrkirche Gratkorn ist die römisch-katholische Pfarrkirche der Pfarre Gratkorn St. Stefan. Gratkorn ist eine Marktgemeinde in der Steiermark. Die Pfarre gehört zum Seelsorgeraum GU-Nord (Graz-Umgebung-Nord) der Region Steiermark Mitte in der Diözese Graz-Seckau. Patron der Kirche ist der heilige Stephanus.
Die Ursprünge der Kirche sind unklar. Sie dürften aber bis in das 11. Jahrhundert zurückreichen, als sie als Eigenkirche der Velgauer errichtet wurde. Erstmals urkundlich erwähnt wurde die Pfarre und damit auch indirekt die Kirche allerdings erst im Jahr 1373. Ab 1607 war sie dem Stift Rein unterstellt. Seit 2022 stellt die Diözese Graz-Seckau die Pfarrer in Gratkorn.
Die Pfarrkirche von Gratkorn ist eine spätgotische und nachträglich barockisierte Saalkirche. Möglicherweise haben sich Reste eines romanischen Vorgängerbaus erhalten. Sie hat einen im Westen in das Langhaus eingestellten Kirchturm mit Spitzhelm mit Anbauten aus dem 18. und 19. Jahrhundert. Ab der zweiten Hälfte des 20. Jahrhunderts kam es immer wieder zu Restaurierungs- und Instandhaltungsarbeiten. Rund um die Kirche befand sich der alte Friedhof der Pfarre, von dem zahlreiche Grabsteine in die Kirchenmauer eingelassen sind. Ein Großteil der Kirchenausstattung, so etwa die Altäre und die Orgel, stammt aus dem 19. Jahrhundert. Zu den ältesten Objekten in der Kirche zählen das 1678 gemalte Altarbild des Hochaltars sowie das Taufbecken aus dem Beginn des 18. Jahrhunderts. Das gesamte Bauwerk steht zusammen mit dem Kirchhof und seiner Ummauerung sowie dem dort aufgestellten alten Friedhofskreuz unter Denkmalschutz (Listeneintrag).

## Lage

Lage der Pfarrkirche Gratkorn im Nordosten der Ortschaft

Die Kirche steht zentral im Dorf Sankt Stefan im Nordosten des Ortsgebietes von Gratkorn, Am Kirchplatz 3, auf einer Seehöhe von 394 Metern. Zur Straße Zum Kirchplatz südlich der Kirche führen aus westlicher Richtung die Doktor-Karl-Renner-Straße, von Süden die St. Stefaner Straße, aus dem Osten der Raiffeisenweg und von Norden her die Felberstraße. Südwestlich der Kirche befindet sich der Pfarrhof; circa 80 Meter westlich liegt das Gemeindeamt von Gratkorn. Der Friedhof der Pfarre liegt etwa 130 Meter südwestlich der Kirche.

## Geschichte

### Vorgeschichte und Kirchenbau
Das mittlere Murtal und damit auch die Gegend um den heutigen Ort Gratkorn waren spätestens ab der Urnenfelderzeit dauerhaft besiedelt. Zur Römerzeit verlief durch das Gratkorner Becken eine Römerstraße, die von Flavia Solva entlang der Mur nordwärts führte. Am Standort der heutigen Kirche wurden 2017 bei Renovierungsarbeiten die Reste einer Villa rustica entdeckt. Christianisiert wurde die Gegend vermutlich erst ab dem 9. Jahrhundert, als 860 die in einem Majestätsbrief von König Ludwig dem Deutschen erwähnten duo loca ad Strazinolum, also zwei bei Straßengel gelegene Gegenden, darunter auch das Gebiet um Brunn und Dult, an das Erzbistum Salzburg gingen, das vermutlich kurz danach mit der Einrichtung von kirchlichen Strukturen und Organisationen in der Umgebung begann. Es ist anzunehmen, dass das Erzbistum noch im 9. Jahrhundert die Pfarre Gratwein als Mutterpfarre gründen ließ, der erste urkundliche Nachweis dieser Pfarre stammt aber erst aus dem Jahr 1188.
Wann die erste Kirche bei Gratkorn errichtet wurde, ist nicht bekannt. Beeinflusst durch den Neubau des Doms St. Stephan in Passau gegen Ende des 10. Jahrhunderts entstanden zahlreiche dem heiligen Stephanus gewidmete Eigenkirchen im heutigen Österreich. Das lässt die Annahme zu, dass zu jener Zeit auch bei Gratkorn ein erster romanischer Sakralbau errichtet wurde. Als Hinweise für einen romanischen Bau aus dem 11. Jahrhundert sah der Priester und Heimatforscher Clemens Brandtner unter anderem eine im Obergeschoß des Kirchturms erhaltene romanische Laibung eines Fensters sowie mehrere Löcher in der Mauer über dem Altarraum an, die er als Balkenlöcher einer romanischen Holzdecke deutete. Bei Nachforschungen im Mai 2023 wurde ein beim Einzug des Gewölbes eingemauerter Holzbalken in einem der Löcher gefunden, dieser dürfte vermutlich als Teil eines Gerüstes in der Kirche verblieben sind und konnte dendrochronologisch und mittels Radikarbonmessung auf das Jahr 1340 datiert werden. Als Bauherren der Kirche könnten die hier ansässigen Herren von Velgau in Frage kommen, da der Kirchenweiler bis in das 14. Jahrhundert hinein Velgau hieß. Nach der Aufhebung des Eigenkirchenwesens im Jahr 1179 kam die Kirche vermutlich als Filiale zur Pfarre St. Veit im heutigen Graz. Wann dieser erste Kirchenbau durch einen gotischen Bau ersetzt oder erweitert wurde, ist nicht bekannt.
Der Historiker Ingo Mirsch dagegen vertritt die Ansicht, die Grafen von Montfort seien die Bauherren der Kirche gewesen, da die Montforter in einem 1544/45 ausgestellten Visitationsprotokoll neben den Lenghaimern oder Herren von Weißeneck als Stifter der Pfarre genannt werden. Die Lenghaimer dürften nach dem Aussterben der Velgauer in den Besitz der Kirche gekommen sein. Die Montforter kamen erst 1373 in den Besitz des Gebiets, als Margarethe von Pfannberg den Grafen Wilhelm III. von Montfort und gleichzeitig ihre gleichnamige Tochter dessen Sohn Hugo von Montfort heirateten und die Grafen dadurch in den Besitz der Burg Peggau kamen. Margarethe die Jüngere ließ bereits vor 1389 die Margarethenkirche in Peggau errichten. Die erste urkundliche Erwähnung der damals bereits eigenständigen Pfarre Sankt Stefan findet sich 1373 in einem Zehntverzeichnis als in sand Stephans Pfarr. Ungefähr zu jener Zeit verdrängte auch der Name des Pfarrpatrons den bisherigen Namen Velgau für den Kirchweiler. Ein der Pfarrkirche St. Ägid, dem späteren Grazer Dom, unterstellter Kirchenbau wird erstmals im Marchfutterverzeichnis (Abgabenverzeichnis) des Landesfürsten von 1390 als sannd Steffan ob Endrics, also oberhalb von Andritz, erwähnt mit dem Salzburger Erzbischof als Kirchenpatron.

### Ab dem 15. Jahrhundert
In der Pfarre Sankt Stefan wurde um 1450 ein sogenanntes ewiges Vikariat eingerichtet. Der Archidiakon von Gratwein hatte in seiner Funktion als Erzpriester der Niederen Steiermark nach 1449 möglicherweise das Vogteirecht im Pfarrgebiet, da er neue Pfarrer dem Salzburger Erzbischof melden und von diesem bestätigen lassen musste. Als am 28. April 1607 das Stift Rein durch einen Tausch in den Besitz der Pfarre Gratwein gelangte, wurde auch die Kirche in Sankt Stefan in das Stift inkorporiert. Sankt Stefan war aber nicht von Gratwein abhängig, weshalb davon auszugehen ist, dass das Stift die Pfarre zusätzlich vom Salzburger Bischof gefordert hatte. Die Pfarre war aber bereits seit 1605 von den Ordensgeistlichen seelsorgerisch versorgt worden.
Um 1650 wurde das Kirchenschiff vergrößert, indem die Außenmauern um je ein Klafter, etwas unter 1,9 Meter, nach außen versetzt wurden. Vermutlich in der Mitte des 18. Jahrhunderts wurde die heutige Beichtkapelle an den Turm angebaut und 1856 renoviert. Um 1880 löste der südwestlich der Kirche neu angelegte Friedhof die bisherigen Grablegungen im Kirchhof ab. Dem Turm wurde wahrscheinlich 1890, andere Quellen nennen anhand einer gefundenen Inschrift das Jahr 1845, ein neuer Spitzhelm aufgesetzt. Wie eine Karte des Pfarrgebietes von 1782 zeigt, hatte der Turm aber schon früher einen Spitzhelm. 1885 wurde auch der Treppenaufstieg an die Nordseite des Turmes angebaut.
Zu Beginn des 20. Jahrhunderts wurde die nördliche Sakristei vergrößert und 1905 der Zugang zum Beinhaus unter dem Chor vermauert. Eine Restaurierung des Bauwerks fand 1974 statt. 2017 erfolgten weitere Renovierungsarbeiten, wobei auch die Reste einer römerzeitlichen Villa rustica freigelegt wurden. Von 2016 bis 2018 gab es mehrere Sanierungsarbeiten am Gebäude, so wurde etwa die Außenseite der Nordmauer instand gesetzt und im Sommer 2019 der Innenraum neu verputzt und ausgemalt.

## Architektur
Das Gebäude ist eine einschiffige Saalkirche mit einem hohen Kirchturm. Es ist nach Südosten ausgerichtet und hat zwei im Norden und im Süden an den Chor angebaute Sakristeien. Im Süden ist an den Kirchturm eine Beichtkapelle angebaut.

### Kirchenäußeres
Die Außenwände der Kirche sind einfach gehalten, glatt verputzt und werden durch Fenster und Türen mit gemalten Rahmen gegliedert. Das Kirchenschiff hat ein Schopfwalmdach, das wie die Walmdächer des Chors und der beiden Sakristeien mit Ziegeln gedeckt ist. Auf die Dachfläche des Kirchenschiffes sind an der Südseite zwei Dachfenster und an der Nordseite drei Dachgauben aufgesetzt. Auch die östliche Dachfläche der nördlichen Sakristei hat ein Dachfenster. An den Dachgraten im Osten des Langhauses und über dem Chor steht je ein Kreuz. Durch ein Portal an der Südseite des Langhauses gelangt man in das Kircheninnere. Durch insgesamt drei rechteckige Fenster an der Südseite fällt Licht in das Langhaus. Zwei kleine rechteckige Öffnungen in der westlichen Langhausmauer, auf jeder Seite des Turmes eine, bringen Licht auf den Dachboden. Der Chor hat vier Rundbogenfenster, je eines an der Nord- und Südseite sowie zwei im Chorschluss. In das Innere beider Sakristeien führt je ein Portal an der Westseite. Das Kielbogenportal der südlichen Sakristei ist gotisch gestaltet. Die südliche Sakristei hat an der Ostwand je ein vergittertes Rechteckfenster im Erd- und Obergeschoß sowie ein weiteres ebenfalls vergittertes Fenster in der Südwand des Obergeschoßes. Die Sakristei im Norden des Chores hat je ein rechteckiges Fenster an der West- und Nordseite sowie je zwei Fenster im Erd- und Obergeschoß an der Ostseite.
Der Kirchturm ist in die Westfassade der Kirche eingestellt. Er hat einen gotischen Kern und dürfte im 14. Jahrhundert errichtet worden sein. Der wie auch das Kirchenschiff einfach gehaltene und glatt verputzte Turm hat einen mit Blech gedeckten achteckigen neugotischen Spitzhelm. Das Dach endet in einer Turmkugel mit einem Kreuz und darauf aufgesetztem Wetterhahn. Durch ein Portal an der Westseite des Turms kommt man in die Turmhalle. Über dem Portal bietet ein Pultdach aus Glas Schutz vor der Witterung. Licht gelangt an der Westseite durch drei übereinander angeordnete Rundfenster sowie durch ein einzelnes Rundfenster an der Südseite in den Turm. An der Mauer zwischen Langhaus und Turm ist ein romanisches Fenster des alten Langhauses erhalten. An der Nord- und der Südseite hat der Turm ein Ziffernblatt der Turmuhr und darüber im obersten Geschoß auf der West-, Süd- und Ostseite gekuppelte Schallfenster. An der Nordseite befindet sich auf Höhe der Schallfenster ein Rundbogenfenster. Im Giebelbereich des Spitzhelms ist auf allen vier Turmseiten eine kreuzförmige Öffnung. Im Norden schließt ein Zubau mit ziegelgedecktem Schleppdach an den Turm an. Er wurde spätestens mit dem Bau der Orgel im Jahr 1885 errichtet, um eine Treppe für den Aufstieg in die Turmstube und von dort auf die Orgelempore anzulegen. An seiner Westseite hat der Zubau eine und an der Nordseite zwei kleine rechteckige Fensteröffnungen. Unter einem der Fenster an der Nordseite befindet sich eine kleine rechteckige Maueröffnung. An die Südseite des Turmes wurde wahrscheinlich zwischen 1745 und 1749 eine Donatuskapelle, die heutige Beichtkapelle angebaut. Diese Kapelle hat ein mit Ziegeln gedecktes Walmdach und ein halbrundes Fenster an der Südseite.
In die Außenmauer der Kirche sind zahlreiche Grabsteine eingelassen. Sie sind ein regionalgeschichtliches Zeitzeugnis und erinnern so etwa an das Fährunglück auf der Mur, bei dem am 18. Mai 1875 über 90 Wallfahrer ertranken.
Die Kirche umgibt der ehemalige Friedhof der Pfarre mit Einfriedungsmauer. Südlich der Kirche steht das um 1720 aufgestellte alte Friedhofskreuz. An dem Kreuz hängt eine überlebensgroße Christusfigur aus Holz. Unter dem Kreuz steht eine ebenfalls überlebensgroße Steinfigur der Schmerzensmutter. Diese farbig gefasste Marienfigur wurde zwischen 1740 und 1745 von Johann Matthias Leitner gefertigt. Beide Figuren standen ursprünglich einzeln. Die Marienfigur wurde vermutlich 1856 Teil eines Grabdenkmals für die Familie Mixner. Auf diese Jahreszahl weist die Inschrift des am Sockel der Marienfigur eingelassenen Grabsteines hin. Vermutlich in späterer Zeit wurde die Statue unter das Friedhofskreuz gestellt. Nach der Auflösung des alten Friedhofes waren das Kreuz an der Kirchmauer und die Statue am Turmeingang aufgestellt worden. Seit einer Renovierung im Jahr 1996 bilden die beiden Figuren aber wieder eine Einheit.

### Kircheninneres

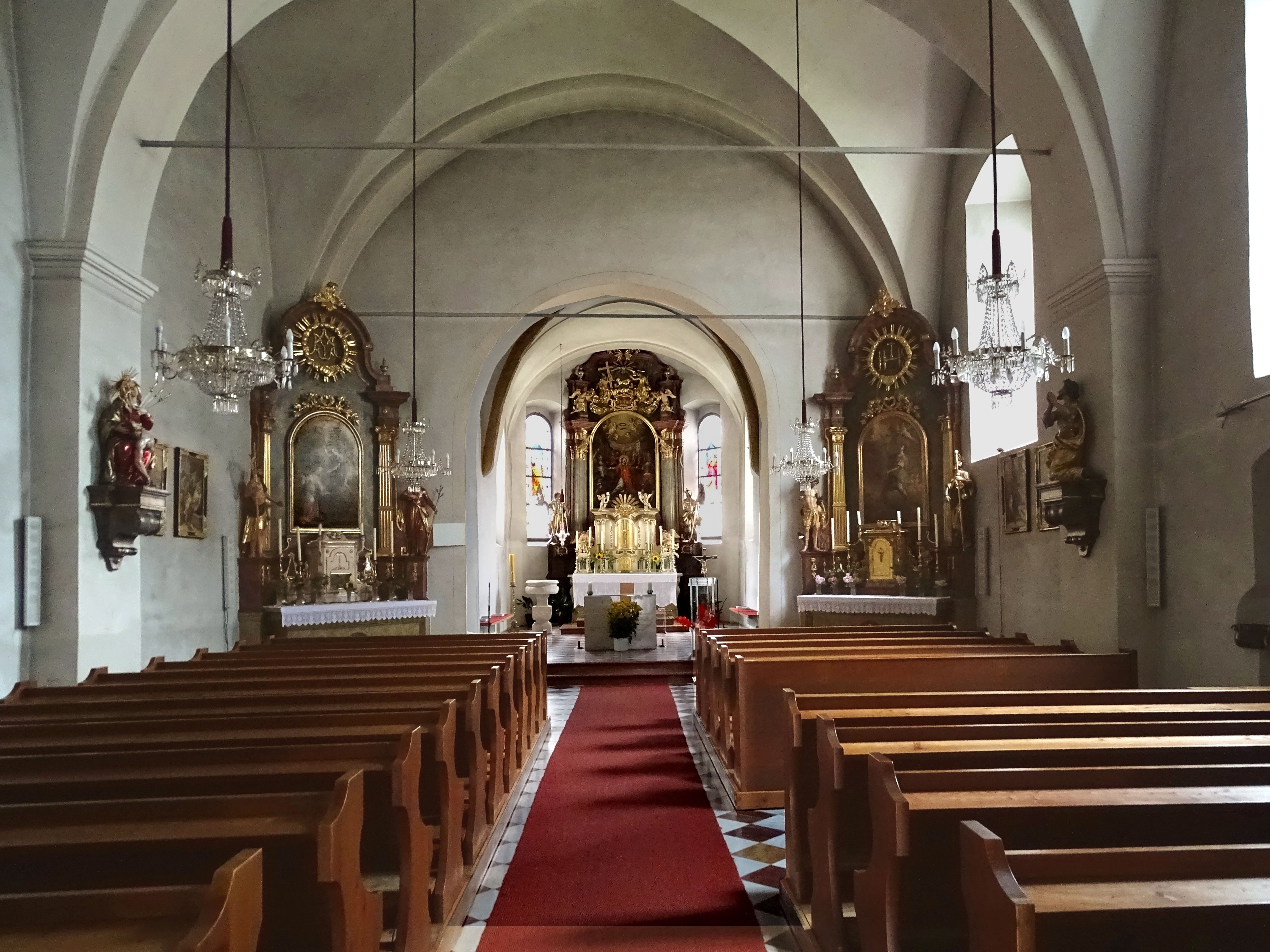
Langhaus, Blick zum Chor

Das um 1650 oder 1700 erbaute dreijochige Langhaus ist barock gestaltet und weist spätgotische Elemente auf. Einfache Wandpfeiler tragen ein Kreuzgratgewölbe mit Gurtbögen. Die drei Fenster im Langhaus waren ursprünglich kleiner und wurden 1905 vergrößert. Die dreiachsige Empore mit vorgezogener und geschwungener Holzbrüstung im westlichen Teil des Langhauses ist durch das erste Geschoß des Kirchturmes zugänglich. Die hölzerne Empore ruht auf einem von zwei Rundsäulen getragenen Kreuzgratgewölbe. Die quadratische Turmhalle des im Westen an das Langhaus angebauten Turmes hat ein Stichkappengewölbe. Ein Rundbogen mit Glastür führt unterhalb der Empore in das Langhaus. Im Süden ist an die Turmhalle die Beichtkapelle, die frühere Donatuskapelle, angebaut. Diese war ursprünglich nur von außen zugänglich. Bei Renovierungsarbeiten 1978 wurde die Ausrichtung der Kapelle aber gedreht, so dass sie jetzt durch einen Rundbogen mit Glastür an der Südseite der Turmhalle zugänglich ist. An die Nordseite der Turmhalle ist ein Treppenhaus angebaut. Die Treppe führt in das erste Obergeschoß des Turmes, mit dem Zugang zur Empore sowie zu einer großen Fensternische. Unterhalb der Treppe befindet sich im Erdgeschoß eine größere Nische. Zwischen dieser Nische und der Treppe ist eine weitere, kleine Rundbogennische in die Wand eingelassen. Vom ersten Obergeschoß des Turmes führt eine Holztreppe zu den darüber befindlichen Geschoßen sowie zur Glockenstube.
Ein leicht eingezogener, rundbogiger Fronbogen trennt den schmäleren und niedrigeren zweijochigen gotischen Chor mit innen abgerundetem Dreiachtelschluss vom Langhaus. Ihm gegenüber ist der Chor um zwei Stufen erhöht. Das westliche Chorjoch wird von einem gotischen Kreuzrippengewölbe aus dem Ende des 14. Jahrhunderts überspannt, während das östliche Joch von einer Ringtonne eingewölbt wird. Das Kreuzrippengewölbe hat einen runden Schlussstein mit einer stilisierten Rosenblüte. Wie die Langhausfenster so wurden auch die vier Chorfenster 1905 vergrößert. Unter dem Chor befindet sich ein Beinhaus, das nur von außen zugänglich war und dessen Zugang 1905 vermauert wurde. Im Norden sowie im Süden ist jeweils eine Sakristei mit darüberliegendem Oratorium an den Chor angebaut, die durch eine Tür vom Chor aus erreichbar ist. Durch jeweils eine rundbogige Wandöffnung kann man von den Oratorien auf den Chor blicken. Die südliche Sakristei ist der kleinere und ältere Anbau. Sie hat ein Kreuzgratgewölbe und von ihr aus war früher die mittlerweile nicht mehr vorhandene Kanzel zugänglich. Diese wurde in den 1970er Jahren im Zuge von Renovierungen entfernt. Der Zugang aus der alten Sakristei existiert aber noch.

## Ausstattung

### Chorbereich
Das Altarretabel des Hochaltars wurde 1803 von dem Gratweiner Tischler Leopold Neulinger geschaffen und aufgestellt. Das ältere Altarblatt malte 1678 ein unbekannter Künstler. Es zeigt das Martyrium des heiligen Stephanus. Der Heilige wird von römischen Soldaten gesteinigt. Er wendet seinen Blick gegen den Himmel, wo zwei Engel mit der Märtyrerpalme und einem Märtyrerkranz zu sehen sind. Das Altarblatt wird links und rechts von je einer Säule flankiert, in deren Kapitellen je eine Engelsfigur scheinbar das Bild hält. Am Hochaltar steht links der heilige Pankratius mit Fahne und Schwert und auf der rechten Seite der heilige Florian mit Fahne, der ein brennendes Haus löscht. Bekrönt ist das Retabel von einer Darstellung der Heiligen Dreifaltigkeit, umgeben von zwei knienden Engelsfiguren.
Auf der gemauerten und mit Holz verkleideten Mensa vor dem Retabel steht das in Weiß und Gold gefasste Tabernakel. Das Tabernakel hat zwei verschließbare Nischen. An der Tür der oberen und größeren ist ein Kruzifix angebracht, während die untere mit einem Relief eines Hostienkelches verziert ist. An den beiden Seiten des Tabernakels befinden sich je zwei Säulen und abschließend je eine kniende Engelsfigur. Den oberen Abschluss des Tabernakels bildet eine stilisierte Wolke, in deren Mitte im Verlauf des Kirchenjahres wechselnd das Jesuskind, der Auferstandene, der Heilige Geist als Taube und ein Lamm mit dem Buch mit den sieben Siegeln aufgestellt werden. Diese Wolke wird von zwei Engeln mit Kerzenständern in den Händen gerahmt.
Den Volksaltar und den Ambo gestaltete der Bildhauer Gottfried Höfler im Jahr 2003. Beide Werke wurden aus Glas und Stein gefertigt. Der Volksaltar ist ein in der Mitte gespaltener Jura-Marmorblock, auf dem eine Glasplatte liegt. In ihn wurden Reliquien aus dem Hauptaltar überführt. Der Ambo besteht aus mehreren Glasplatten und ist in der Mitte mit Kieselsteinen, sogenannten Murnockerln, gefüllt.
Der barocke Taufstein aus der Zeit um 1700 steht seit 2008 links vor dem Hochaltar. Zwischen Taufstein und Tabernakel hängt eine Ampel mit dem Ewigen Licht. Rechts vor dem Hochaltar steht ein Kreuz aus dem 17. Jahrhundert. Die mit farbigen Glasornamenten sowie mit figürlichen Darstellungen des Apostels Petrus und des heiligen Paulus gestalteten Scheiben der vier Fenster im Chorschluss wurden 1905 von Ferdinand Koller gefertigt.

### Langhaus
Die beiden Seitenaltäre stammen aus dem Jahr 1809. Der als Marienaltar bezeichnete linke Seitenaltar steht im östlichsten Joch des Langhauses, am nördlichen Ende des Fronbogens. Die Säulen links und rechts vom Altarbild sind vergoldet. Das in der Art des Matthias Schiffer gemalte Altarbild zeigt die Verkündigung des Herrn. Als Seitenfiguren stehen links Johannes der Täufer mit einem Kreuzstab und rechts der heilige Josef mit einem blühenden Wanderstab. Über dem Altarbild ist ein Marienmonogramm angebracht. Jedes Jahr wird im Mai das Altarbild mit einem blauen Tuch verhüllt und davor eine Figur der Maria Immaculata auf das Tabernakel des Altars gestellt. Das Tabernakel steht auf dem Altartisch. Es ist in Weiß und Gold gefasst mit einem Kreuzrelief auf der Tür.
Der rechte Seitenaltar am südlichen Ende des Fronbogens ist ähnlich gestaltet wie der Marienaltar. In seinem Tisch steht ebenfalls ein Tabernakel mit einem Kruzifixrelief auf der vergoldeten Tür. Dieses Tabernakel ist während der Fastenzeit der Aufbewahrungsort des Allerheiligsten Sakraments des Altares. Das 1809 gemalte Altarbild zeigt den heiligen Donatus vor Gewitterwolken und umgeben von Engelsfiguren. Das Bild wird links von einer Figur des von Pfeilen durchbohrten heiligen Sebastian und rechts von einer Figur des heiligen Rochus mit Pilgerstab und Pestmal am Bein gerahmt. Über dem Altarbild ist das Christusmonogramm IHS angebracht.
Auf einer barocken Konsole an einem Pilaster der nördlichen Wand des Langhauses steht eine Pietà aus dem 18. Jahrhundert. Sieben Schwerter in ihrer Brust versinnbildlichen die Sieben Schmerzen Mariens. Auf der Konsole gegenüber an der Südseite steht eine  Figur des heiligen Donatus aus dem dritten Viertel des 18. Jahrhunderts. Der Heilige kniet und hat die Hände im Gebet erhoben. An den Wänden des Langhauses hängen 14 von August Kraus im Jahr 1909 gemalte Kreuzwegstationen, davon sechs unter der Empore. Das Kirchengestühl wurde 1976/77 aufgestellt; vier gläserne Lüster des Langhauses stammen aus der Mitte des 18. Jahrhunderts. Wie die Chorfenster wurden auch die mit farbigen Glasornamenten gestalteten Scheiben der drei Fenster im Langhaus 1905 von Ferdinand Koller gefertigt.

### Turmhalle und Anbau
In der Nische unter der Stiege im Anbau an die Turmhalle befindet sich die Kerzengrotte der Kirche. In ihr stehen ein metallener Ständer für die Opferkerzen, eine Madonnenfigur sowie ein Opferstock. In einer kleinen Wandnische zwischen der Kerzengrotte und der Stiege steht eine Figur des heiligen Antonius von Padua mit dem Jesuskind. In der größeren Fensternische im ersten Obergeschoß der Turmhalle ist ein altes Glockenjoch ausgestellt.

### Beichtkapelle
Die Beichtkapelle, früher auch als Donatuskapelle bezeichnet, dient Familien mit Kleinkindern, um kindergerechte Wortgottesdienste zu feiern. Ein Beichtstuhl an der westlichen Mauer der Kapelle wurde 2008 aus dem Lager der Diözese hierher verbracht. Ihm gegenüber hängt ein von Franz Krainer im Jahr 1846 gemaltes Bild einer Rosenkranzmadonna. Ein halbrundes Glasfenster wurde 1976 von Adolf Osterider gestaltet; es zeigt symbolische Darstellungen der Ortsteile Gratkorns. Dabei stehen ein Adler mit Ölzweig und Kreuz für die Hackher-Kaserne, ein Stierkopf mit Blüte für das Freßnitzviertel und das Kloster Maria Rast in Dult, ein Waldgebiet für das Forstviertel, ein Löwe, Hammer und Zahnrad für die ansässigen Wirtschaftsbetriebe wie die Papierfabrik, eine Egge und Pflug für Eggenfeld sowie Sichel, Ähre und Blüte für Friesach. Toni Hafner gestaltete im 20. Jahrhundert die Kapelle mit Wandmalereien, die später entfernt oder übermalt wurden. Sie zeigten den heiligen Isidor vor einem Kreuz betend, während im Hintergrund ein Engel einen Pflug führt, und die heilige Magd Notburga, deren beim Abendläuten hochgeworfene Sichel in der Luft hängen bleibt, um den vereinbarten Feierabend zu erreichen.

## Orgel

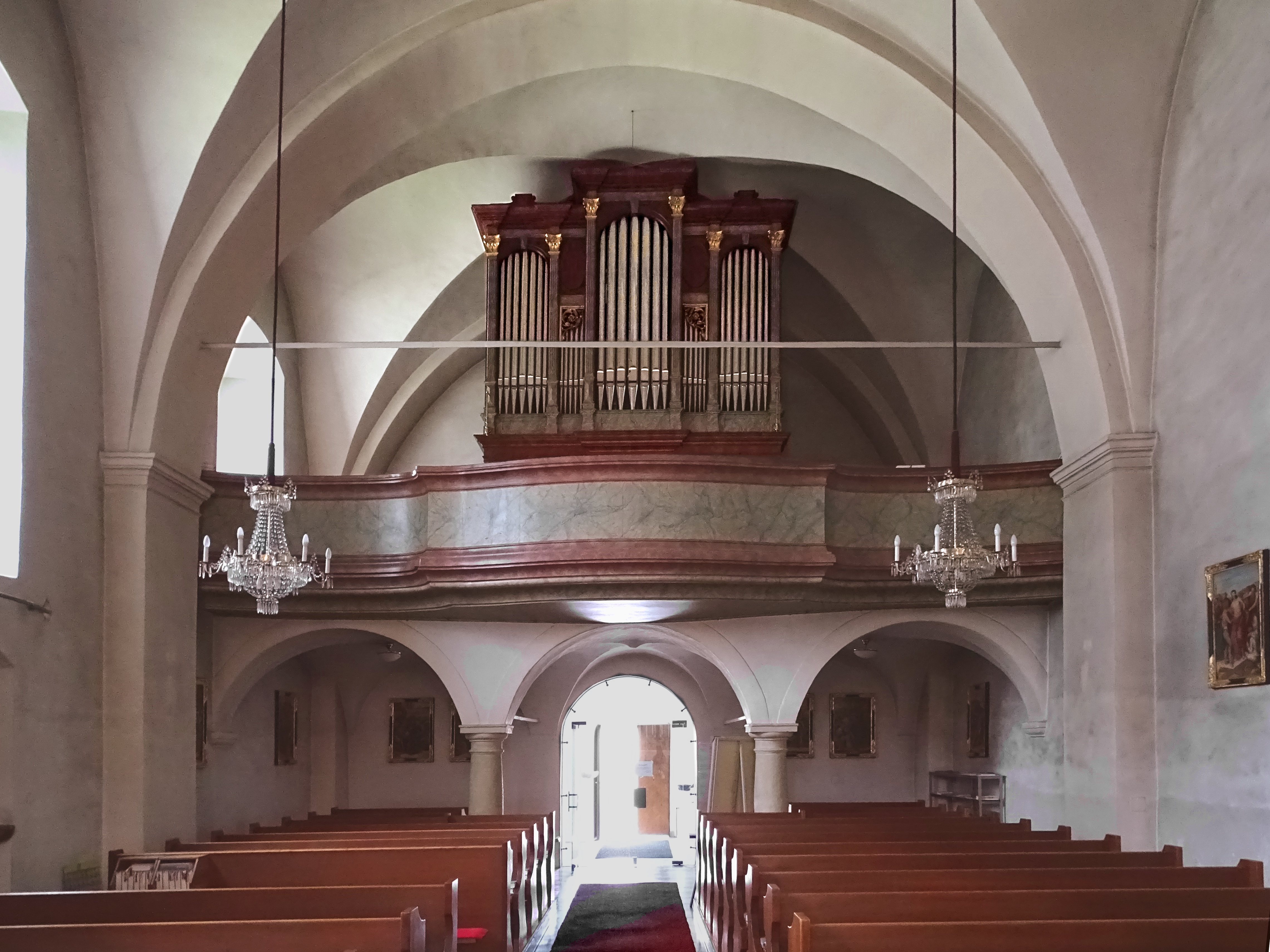
Blick auf die Empore mit der Orgel von Karl Billich

Die Orgel wurde 1887 von dem Grazer Orgelbauer Karl Billich gebaut und hat einen fünfteiligen Prospekt im Stil der Neorenaissance. Sie verfügt über zwei Manuale, Pedal und zwölf Register. Der Spieltisch ist freistehend und hat wie bei Billich-Orgeln üblich einen mechanischen Kollektivtritt für Piano und Forte, wobei die Züge des gerade eingeschalteten Registers automatisch gezogen werden. Die Orgel wurde 1999 von der Orgelbaumanufaktur Walcker-Mayer generalsaniert.
Die Orgel hat folgende Disposition.
| I Manual C–f3 |       |
| Principal     | 8′    |
| Gedackt       | 8′    |
| Gamba         | 8′    |
| Octav         | 4′    |
| Traversflöte  | 4′    |
| Mixtur        | 2 ⁄3′ |

| II Manual C–f3  |    |
| Geigenprincipal | 8′ |
| Dolciana        | 8′ |
| Gemshorn        | 4′ |

| Pedal C–c1    |     |
| Principalbass | 16′ |
| Subbass       | 16′ |
| Cello         | 08′ |

## Glocken
Im Kirchturm hängen vier Glocken; die älteste wurde 1903 von Ernest Szabo gegossen. Das älteste bekannte Geläut der Kirche bestand auch bereits aus vier Glocken. Eine davon stammte aus dem Jahr 1798, wurde aber wegen eines Sprungs durch die neuere von Szabo ersetzt. Ulrich Greiner dokumentierte 1864 die Inschrift dieser Glocke, die auf das Jahr 1494 hinweist. Zwei weitere Glocken waren 1792 und 1793 von Salesius Feltl in Graz gegossen worden. Johann Feltl lieferte 1824 die größte Glocke des ursprünglichen Geläutes. Die drei Feltl-Glocken mussten während des Ersten Weltkrieges zu Kriegszwecken abgenommen werden. Als Ersatz lieferte Ernest Szabo 1922 insgesamt drei Glocken mit einem Gewicht von 879 Kilogramm, 342 Kilogramm und 154 Kilogramm. Diese drei Glocken hingen 18 Jahre im Turm, ehe sie während des Zweiten Weltkrieges abgeliefert werden mussten. Verschont blieb nur die 1903 gegossene Glocke. 1950 wurden drei neue Glocken aufgezogen.
Das aktuelle Geläut umfasst folgende vier Glocken:
| Nr. | Gussjahr | Gießer, Gussort      | Durchmesser (cm, ca.) | Masse (kg, ca.) | Schlagton (HT-1⁄16) | Glockenzier |
| --- | -------- | -------------------- | --------------------- | --------------- | ------------------- | --- |
| 1   | 1903     | Ernest Szabo, Graz   | 56                    | 140             |                     | „GEWIDMET VON ANDREAS HAUSEGGER HAUSBESITZER IN ST. STEFAN AM GRATKORN UNTER DEM PFARRER VIKTORIN KODRIC. J. FRISCH UND E. SZABO GRAZ 1903“ dazu Bilder der Gottesmutter, des Apostels Andreas, des heiligen Josef mit Jesuskind sowie des Erzengels Michael |
| 2   | 1950     | Josef Pfundner, Wien | 107                   | 779             | Fis                 | Inschrift „HEILIGER STEPHANUS BESCHÜTZE UNSERE PFARRE GRATKORN + GEWIDMET VON DER PFARRBEVÖLKERUNG“ und Wappen von Österreich, Wien, Steiermark und der Diözese Graz-Seckau sowie eine Darstellung des heiligen Stephanus                                    |
| 3   | 1950     | Josef Pfundner, Wien | 86                    | 346             | ais                 | Inschrift „ZUM GEDENKEN AN DIE GEFALLENEN DES 1. UND 2. WELTKRIEGES + GEWIDMET VON DEN GLOCKENPATINNEN UND DEN KRIEGERN - GRATKORN 1950“ und Wappen von Österreich, Wien, Steiermark und der Diözese Graz-Seckau und Bild der Gottesmutter mit Kind          |
| 4   | 1950     | Josef Pfundner, Wien | 71                    | 224             | as                  | Inschrift „GEWIDMET VON DER PFARRBEVÖLKERUNG GRATKORN“ und Wappen von Österreich, Wien, Steiermark und der Diözese Graz-Seckau und Bild eines Bischofs mit Kelch                                                                                             |

## Pfarre
Der Pfarrsprengel der Pfarre Gratkorn wird erstmals 1373 urkundlich erwähnt und unterstand der Pfarre St. Ägid, dem späteren Grazer Dom. Vermutlich ist die Pfarre aber älter als ihre erste urkundliche Erwähnung. Im Jahr 1390 gehörte die damals noch als St. Stefan bezeichnete Pfarre zum Archidiakonat von St. Ägid, nach 1449 hatte möglicherweise der Archidiakon von Gratwein die Vogteirechte. Im Jahr 1449 wird in einer im Steiermärkischen Landesarchiv verwahrten Urkunde ein Hans Nötter als Pfarrer zu sand Stepahn in Krackorn genannt, der darin Grund gestiftet bekam. Das ist der erste schriftliche Nachweis eines Geistlichen in Gratkorn. Seit dieser Zeit sind fast alle Pfarrer in Gratkorn namentlich bekannt. Ein 1468 genannter Peter war der erste namentlich bekannte Pfarrvikar von Sankt Stefan. Ab 1607 war die Pfarre dem Stift Rein unterstellt und gehörte zum Dekanat Rein, wobei das Stift bereits ab 1605 die Pfarrer stellte. Die ältesten Kirchbücher stammen aus dem Jahr 1630.
Im Jahr 1933 änderte die Pfarre ihren Namen von St. Stefan in Gratkorn. Nach der Auflösung des Dekanats Rein im Jahr 2018 im Rahmen einer Strukturreform gehört die Pfarre seit dem 1. September 2020 zum Seelsorgeraum GU-Nord der Region Steiermark Mitte. Bis 2022 waren Pfarrer des Stiftes Rein aber noch in Gratkorn tätig, seither werden die Priester von der Diözese Graz-Seckau gestellt. Jedes Jahr findet Anfang August am ehemaligen Gedenktag für den Pfarrpatron (3. August) ein Festgottesdienst mit daran anschließendem Pfarrfest statt.
Der Umfang des Pfarrgebietes deckt sich annähernd mit den Gemeindegrenzen von Gratkorn. Die Grenzen des Pfarrgebietes haben sich seit der Mitte des 15. Jahrhunderts nur an ihrer Nord- und Südgrenze verändert. So reichte sie früher im Süden nur bis an den Dultbach, die Häuser südlich davon wurden jedoch 1786 von der Pfarre St. Veit umgepfarrt. Einige Häuser im Süden der heutigen Gemeinde blieben aber bei der Pfarre St. Veit. Im Jahr 1929 gingen einige Häuser in der Ortschaft Friesach an die Pfarre Deutschfeistritz. Der Sprengel umfasst heute die Ortschaften Forstviertel, Freßnitzviertel, Kirchenviertel, Sankt Veit und Unterfriesach. Zur Pfarre gehören neben der Pfarrkirche auch die Messkapelle des 1911 errichteten Klosters Maria Rast der Barmherzigen Schwestern in Dult und die Matthesbauerkapelle, eine Messkapelle in Friesach.
Seit dem 1. September 2010 gehört die Pfarre Gratkorn zu einem Pfarrverband, dem auch die Pfarre Semriach angehört.

## Briefmarke
Zum 650-jährigen Jubiläums der erstmaligen Erwähnung der Pfarre veröffentlichte die Österreichische Post 2023 eine von Andreas Steiner gestaltete Sondermarke. Die Marke zeigt den in Schwarz gehaltenen und auf dem Kopf stehenden Umriss der Pfarrkirche auf grauem Hintergrund und in Gelb gerahmt. Das Kreuz auf dem Kirchturm ist als Füllfeder dargestellt, mit der geschrieben wird. Dass die Kirche auf dem Kopf steht, soll ihre bewegte Geschichte ausdrücken, in der sowohl religiös wie politisch und gesellschaftlich manches auf den Kopf gestellt wurde. Die Sondermarke war beim im Pfarrhof abgehaltenen Philatelietag am 14. Juni 2023 erhältlich.